# Entosthodon krausei
Entosthodon krausei är en bladmossart som beskrevs av Bescherelle 1894. Entosthodon krausei ingår i släktet koppmossor, och familjen Funariaceae. Inga underarter finns listade i Catalogue of Life.